# Don't Give Up (Kevin Rudolf)
Don't Give Up è un singolo, uscito nel 2012, di Kevin Rudolf ed è anche la theme song di SummerSlam 2012.